# Gaia-hypotese
Gaia-hypotesen er en teori, der blev udviklet af den britiske forsker James Lovelock i 1970'erne. Hypotesen foreslår, at Jorden fungerer som en integreret, selvregulerende organisme, hvor livet og det abiotiske miljø er tæt sammenkoblet og interagerer på komplekse måder.
Ifølge Gaia-hypotesen fungerer Jorden som et enkelt, sammenhængende system, hvor levende organismer, atmosfæren, havene og andre miljømæssige faktorer samvirker for at opretholde stabilitet og optimale betingelser for livet på planeten. Livet på Jorden påvirker aktivt de fysiske og kemiske betingelser i miljøet og regulerer dem for at opretholde homeostase eller en tilstand af balance.

## Tilgange
James Lovelocks Gaia-hypotese er, at Jordens levende organismer regulerer biosfæredelen, så den bliver ved med at være beboelig for organismerne selv.. Denne hypotese danner grundlag for en række forskellige bevægelser og tilgange:

### Gaiafilosofi
Gaiafilosofi er en videnskabelig og filosofisk tilgang til at betragte Jorden som en integreret, selvregulerende system, kendt som Gaia-hypotesen. Denne teori blev først fremsat af forskeren James Lovelock og biologen Lynn Margulis i 1970'erne og hævder, at Jorden fungerer som en enkelt, levende organisme, hvor livet og dets miljøer er tæt sammenkoblet for at opretholde stabilitet og optimale betingelser for livet. Gaiafilosofi undersøger de komplekse interaktioner mellem livet og det abiotiske miljø og betoner betydningen af at forstå Jorden som en helhed.

### Gaianisme
Gaianisme er en spirituel eller religiøs overbevisning, der hylder Jorden som en levende, bevidst organisme, hvor alt liv er indbyrdes forbundet og interagerer på komplekse måder. Tilhængere af gaianisme tror, at Jorden selv kan betragtes som en form for guddom, og at mennesker og andre levende væsener er en del af denne guddommelige organisme. Gaianisme kan praktiseres som en form for naturdyrkelse, hvor naturen æres og respekteres som hellig.

### Gaiateologi
Gaiateologi er en teologisk tilgang, der ser Jorden som hellig og guddommelig. Denne tilgang hylder Jorden som et helligt væsen og tror på, at der er en spirituel dimension til naturen og de naturlige processer. Gaiateologi kan være en del af forskellige religiøse eller spirituelle traditioner og kan inkorporere elementer fra Gaiafilosofi samt religiøse symboler, ritualer og praksisser.